# Condado de Adams (Ohio)
O Condado de Adams é um dos 88 condados do Estado americano de Ohio. A sede do condado é West Union, e sua maior cidade é West Union. O condado possui uma área de 1 517 km² (dos quais 5 km² estão cobertos por água), uma população de 27 330 habitantes, e uma densidade populacional de 18 hab/km² (segundo o censo nacional de 2000). O condado foi fundado em 10 de julho de 1797.